# De lumière et d'obscurité
De lumière et d'obscurité es el segundo álbum de la banda de Dark Wave de Francia Dark Sanctuary. En este trabajo se suma al grupo otra violinista más, Marguerite. Su duración total es de 72:45 minutos.
Este álbum fue publicado en noviembre del año 2000 bajo el sello Wounded Love Records al igual que el anterior. 

## Canciones
1. «Préludia» (2:28)
2. «De lumiere et d'obscurite» (8:20)
3. «Le paradis noir» (8:54)
4. «Rêve mortuaire» (4:04)
5. «Cet enfer au paradis» (3:45)
6. «La chute de l'ange» (8:40)
7. «Interludia» (1:07)
8. «Au milieu des sepultures» (6:09)
9. «Ordre et decadence» (6:41)
10. «Les entrailles de ce purgatoire» (7:05)
11. «Funerailles» (8:12)
12. «Que mon dernier soupir m'emporte» (2:27)
13. «Summoning of the muse» (4:51)

- Datos: Q8354245